# Nesiosphaerion testaceum
Nesiosphaerion testaceum är en skalbaggsart som först beskrevs av Fisher 1932.  Nesiosphaerion testaceum ingår i släktet Nesiosphaerion och familjen långhorningar.
Artens utbredningsområde är Haiti. Inga underarter finns listade i Catalogue of Life.